# ゾル大佐
- 仮面ライダーシリーズ
  - 仮面ライダー > ショッカー > ゾル大佐
  - 仮面ライダーシリーズ登場怪人一覧 > 仮面ライダーシリーズ第1期登場怪人一覧 > ゾル大佐

ゾル大佐（ゾルたいさ）は、特撮テレビドラマ『仮面ライダー』をはじめとするシリーズ作品に登場する架空のキャラクター。
ここでは、ゾル大佐が変身する狼男およびその関連キャラクターである実験用狼男についても解説する。
オリジナルはシリーズ第1作『仮面ライダー』に登場。初のショッカー大幹部である。キャラクター性はナチス・ドイツの将校をイメージしている。
ゾル大佐の登場により、ショッカーの組織のスケール感を拡大し、怪人を指揮するレギュラー幹部という立ち位置や、最後に怪人として戦うなど、シリーズの定番フォーマットを確立した。

## 『仮面ライダー』に登場するゾル大佐
『仮面ライダー』第26話 - 第39話に登場。
ショッカー中近東支部から派遣された、ショッカー日本支部初代大幹部。地獄サンダーによると、「ショッカーの最高の実力者」と言われている。殺人を楽しむ残忍な性格である反面、部下の服装の乱れを叱責するなど、軍人然とした生真面目さも併せ持つ。軍服は紺色とカーキ色の2種類を着用していた。他の大幹部が個人主義者であるのに対し、組織の規律を重視するゾル大佐は多数の中堅幹部を従えており、そうした配下も同様の軍服を身にまとっていた。
武器は常に右手に携えている指揮棒を兼ねた鞭で、改造人間さえも一撃で殺す威力がある。この鞭は電撃を放ち、狼男になる変身スイッチも備わっている。目の前で鞭を鳴らし、恐怖を煽ることで怪人を思いのままに動かしているとされるが、別の資料によると手にしているのは伸縮自在の指揮棒であり、怪人に指令を与える無線発信器として機能するとも言われる。また、腰の拳銃は改造人間も打ち抜く威力があるとされるが、『仮面ライダー』の劇中では一度も使用されなかった。そのほか、ナイフの投擲も得意であるが、滝和也にはかわされている。
変装術の名手で、写真1枚とわずかな音声資料さえあれば完璧に対象の人物になりきってみせる。変装のほか、子供を洗脳して作戦に利用するなどの謀略的な作戦を得意とする一方、大規模な破壊作戦も数多く行う。最後は人間を人狼化するウルフビールスを使った狼作戦を実行するが、ウルフビールスと配下の幹部を一文字隼人 / 仮面ライダー2号と滝和也によって全滅させられてしまったため、改造人間・狼男（鮮血怪人・黄金狼男）としての正体を現して2号と交戦し、ライダーパンチを受けて崖下に落ちて死亡する。
- 演 - 宮口二郎

劇中未公表の設定
フルネームは「バカラシン・イイノデビッチ・ゾル」。
ドイツ出身の元・ドイツ国防軍大佐。第二次世界大戦中は、アウシュヴィッツ＝ビルケナウ強制収容所の管理人を務めていた経歴を持つ。その当時、処刑場から漏れたガスで左目を失明したため、それ以来アイパッチを使用している。愛用の鞭はアドルフ・ヒトラーから授かったものである。終戦後はショッカーに招かれ、軍服と階級をショッカー大幹部となった後も引き続き利用していた。

制作関連
『仮面ライダー』の3クールの番組強化案として平山が提示した「階級差を持つ複数の怪人」をもとに、正式な企画書に記された「凶暴なナチ的指揮官」が原型である。だが、ゾル大佐には「不気味さや威圧感がなく、人間臭い感じが強くてショッカー側のイメージレベルの低下を印象づける」と毎日放送からクレームが付いたため、第26話放送時点で降板が決定していた。しかしながら、ゾル大佐の存在が「首領 - 大幹部 - 怪人 - 戦闘員」といった組織構成を確立し、この組織構成は後のシリーズに登場する敵組織にも受け継がれていくこととなる。
設定段階では眼帯はつけていなかった。
演じる宮口は衣裳の選定にも参加し、格好良く自然に偉い気分になれるとしてドイツの軍服を選択したほか、鞭も要望した。髭は付け髭であり、夏場の撮影では剥がれることが多かったという。
宮口は、演技にあたっては完璧主義者であることを念頭に置いていた。宮口が仙台でのサイン会に参加した際は、悪役であることから子供に蹴られたといい、宮口は後年のインタビューで「役者冥利につきる」と語っている。

その後の作品への登場
『仮面ライダーV3』
第27話・第28話に登場。毒ガス兵器「ギラードガンマー」による日本全滅作戦を遂行すべく、ショッカーの他の幹部やブラック将軍と共に復活した。軍服は焦げ茶色のものを着用する。
日本全滅作戦では北海道を担当した。軍人としての規範を重んじる姿勢は変わらず、大失態を演じて「（V3共々）殺してくれ」という地獄大使を望み通りに銃殺しようとした。また、V3の戦闘ぶりを敵ながら賞賛もした。最後はアジトと運命を共にする。

## 『仮面ライダーディケイド』関連作品のゾル大佐
映画『仮面ライダー×仮面ライダー W&ディケイド MOVIE大戦2010』と小説『S.I.C. HERO SAGA MASKED RIDER DECADE EDITION -オーズの世界-』に登場。後者は、黄金狼男にも変身する。どちらも、『仮面ライダーディケイド』に登場する鳴滝が変身するという点は共通している。
映画『仮面ライダー×仮面ライダー W&ディケイド MOVIE大戦2010』
- 演 - 奥田達士

『仮面ライダーディケイド 完結編』にてスーパーショッカーの幹部として登場。狼男には変身しないが、「服装のたるみは精神のたるみ」として、戦闘員たちを電磁鞭で叱咤する。
その正体は仮面ライダーディケイドを敵視する謎の男である鳴滝がディケイドを倒したい一心で変貌した姿であり、自らスーパーショッカーの幹部となって結成の手引きを行う。劇中で自ら戦うことはないが、絶大な戦闘力を秘めている。
ディケイド、ディエンド、クウガ、キバーラの4人仮面ライダーとスーパーショッカーの決戦中に現れたネオ生命体の分身であるドラスの乱入と攻撃に遭い、鳴滝の姿に戻ってしまう。

小説『S.I.C. HERO SAGA MASKED RIDER DECADE EDITION -オーズの世界-』
『ディケイド 完結編』と同じく鳴滝が変身するが、「オーズの世界」のショッカーの一員として登場した結果、肩書きが「ショッカーの幹部」に変わっている。
スーパーショッカー当時には行なわなかった黄金狼男への変身を発動し、自身が呼び寄せた人造グリード3体と共にディケイドとクウガに襲いかかる。
黄金狼男
鳴滝が変身したゾル大佐がさらに変身した怪人体として黄金狼男が登場。鳴滝はゾル大佐以外にも、映画においてデストロン幹部のドクトルGとその怪人体であるカニレーザーに変身したことがあり、『ディケイド 完結編』当時から黄金狼男への変身が可能だったかもしれないと雑誌で推測されている。
原典とは異なり、鳴滝がゾル大佐のように左目は潰れていないために顔の形が異なるほか、首筋に背中まで伸びている毛皮のコートのようなマントを着けている。口の牙による噛み付きと両腕の爪による引っ掻きを武器とする。
ショッカー首領ことライダーロボが、自身が呼び寄せた人造グリードのコアメアルを使用したところで、変身を妨害した泉比奈に襲いかかる。その直後、ディケイドのライドブッカー・ソードモードの斬撃によって爆死したように見えたが、鳴滝は逃げ出した模様。
なお、黄金狼男の姿を見た小野寺ユウスケ（仮面ライダークウガ）は、「深夜テレビで士と似た俳優が金色の狼と戦っている」との発言をしている。

## その他の作品に登場するゾル大佐
漫画作品
すがやみつる版漫画『仮面ライダーV3』
すがやみつる版漫画『仮面ライダー』には登場せず、『V3』でショッカーの再生幹部として「ドクトルG最後の挑戦の巻」に登場。他の大幹部と共に怪人態（オオカミ男）に変身して戦うが、ハリケーンジャイロカッターに敗れる。
『仮面ライダーSPIRITS』 / 『新 仮面ライダーSPIRITS』
暗闇大使に操られる魂（生前の記憶）の無い再生ショッカーの大幹部として復活し、第3部でBADANの黒いピラミッドが東京に現れた際、死神博士と共に姿を現す。『新』において、時空魔法陣によって海底のショッカー基地へ拉致した1号を配下の怪人軍団を率いて襲撃するが、駆けつけた仮面ライダーZXに妨害され、以降は狼男の姿に変身してイカデビル（死神博士）と共にZXと死闘を繰り広げる。ショッカー基地が海面に浮上した後は、1号と決着を付けようとするガラガランダ（地獄大使）を暗闇大使の指示で射殺し、対峙した1号・2号と戦闘態勢に入るが、イカデビル共々ガラガランダの遺した右腕によって動きを封じられ、最期はライダーパンチとライダーきりもみシュートの連携攻撃を受けて倒された。

ゲーム作品
『仮面ライダー 正義の系譜』
声：高塚正也（ゾル大佐）、池水通洋（狼男）
初代のゾル大佐を再生させたもの。本郷猛と戦う。
アトラクション・ショー
『ショッカー基地・後楽園ゆうえんち それ行け！仮面ライダー』
1972年3月5日 - 5月28日開催のステージで、大野剣友会の佐野房信がゾル大佐を演じ、新1号と戦った。

## 狼男
『仮面ライダー』第39話に登場。関連書籍では「黄金狼男」、「狼男（黄金オオカミ）」、「狼男（黄金オオカミ）」、「金色の狼男（金色狼男）」などの名称も用いられている。
ゾル大佐の正体。オオカミをモチーフとする改造人間。指先から発射する弾丸を武器とする。
アジトのウルフビールス貯蔵庫を一文字隼人に破壊され、正体を現す。肉弾戦で仮面ライダー2号と互角の攻防を展開するが、空中からのライダーパンチを受けて崖から転落して爆死する。
映画『仮面ライダー対ショッカー』では、死神博士に率いられた再生怪人軍団の1体として登場。地獄谷で珠美と方程式の交換を行う死神博士を援護すべく出現するが、大道寺に変装した本郷が死神博士を拘束した際、命と引き換えにした死神博士の命令で全員戦うことなく撤退する。
- 声 - 宮口二郎[出典 11]、池水通洋（鳴き声[出典 11]）
- スーツアクター - 岡田勝[出典 12]

制作関連
スーツは実験用狼男を改造したもの。当初、狼男（黄金狼男）は実験用狼男と同じスーツのまま撮影が行われたが、別個体であることを明確にするため、後日にはスーツを改造しての再撮影が行われた。池水による鳴き声も、再撮影に伴って第47話のアフレコ時に追加録音された。
脚本では再生怪人も登場する予定であった。

### 実験用狼男
『仮面ライダー』第39話に登場。劇中では「実験用狼男」と呼ばれているが、名称は「実験用狼男」のほか、資料によって「狼男（実験体）」、「狼男（実験用）」、「実験体狼男」などがある。資料での扱いも、他の怪人と同列に単独で紹介しているもの、怪人とは分けて紹介しているもの、ゾル大佐の狼男とまとめて記述しているものなどがある。
ウルフビールスによって一般人が変貌した姿。ゾル大佐の犬笛によって操られる。指先から弾丸を放つ。
酔っ払ったサラリーマンの伊上が変身させられて同僚を襲った後、ゾル大佐に捕らえられる。ゾル大佐の命令により、狼男を目撃した孤児の久美子を襲うが、先手を打っていた一文字隼人と滝和也に妨害され、隼人が変身した仮面ライダー2号と戦い、ライダーキックを受けて逃走する。なお、2号に対しては逆襲を誓う捨て台詞を述べているが、その後は登場していない。書籍『仮面ライダー大全』では「基地の爆発に巻き込まれた」、書籍『仮面ライダー怪人列伝』では「ウルフビールスの全滅と共に滅びた」と推測している。
- 演（伊上） - 富士乃幸夫[29][30]
- 声 - 市川治
- スーツアクター - 岡田勝[出典 16]

制作関連
スーツは2体制作された。その後、黄金狼男に改造された。
脚本ではゾル大佐の狼男と区別されておらず、放送当時の書籍における記述ではゾル大佐の狼男と混同されているものも多かった。

### その他の作品に登場する狼男
ゾル以外の狼男
基本的に狼男としてのみ登場するものを記述。原典『仮面ライダー』以外のゾル大佐から狼男への変身描写のある作品（小説『オーズの世界』・漫画『仮面ライダーSPIRITS』・ゲーム『仮面ライダー 正義の系譜』など）は、ゾル大佐の客演情報にまとめて記述。
ネット動画『仮面戦隊ゴライダー』
トーテマと呼ばれる謎の怪人が生み出す怪人の1体として登場。倒されてもトーテマの力で何度でも蘇る。
漫画『宇宙の11 仮面ライダー銀河大戦』
マーダー帝国のゴッド将軍麾下の再生幹部の1人として、最初から狼男の姿で登場。両目を開き、戦意も高らかに仮面ライダーの前に立ちはだかる。メカ化されており、指からの弾丸はRXにダメージを与えるほど強力になっている。Xと戦った。

『お昼のショッカーさん』
- 声 - 八代拓

狼男としての姿のみだが、ショッカーの大幹部と説明されるなど、ゾル大佐の設定も踏襲している。
第22話「ボール」では、ショッカー戦闘員と話すが、イカデビルが遊ぶボールが気になる描写があり、第25話「いい作戦」では、ショッカー戦闘員の作戦にハマったイカデビルの回想に登場している。
第31話「それぞれ」では、イカデビルと共にアジト内で特訓をする蜘蛛男・蜂女・ヒトデンジャー・コブラ男の様子を見る。
第34話「綱引き」では、虫さんチームと戦う海さんチームを、コブラ男や戦闘員と共に応援している。

ゲーム作品
ゲーム『仮面ライダーSD 出撃!!ライダーマシン』
STAGE1「CITY BATTLE」のボスとして登場。藤兵衛のモンブランを盗み、頼まれた1号とオープンカーでレース戦を演じる。
ゲーム『スーパーヒーロー作戦 ダイダルの野望』
ショッカーのトレーニングルームのリングでショッカー戦闘員とトレーニングする姿が描かれる。仮面ライダーを含むプレーヤーと戦うことは無い。

## 関連キャラクター
ゼネラルモンスター
『仮面ライダー (スカイライダー)』に登場するネオショッカーの大幹部。ゾル大佐同様、眼帯と軍服という特徴を持つ。

プラガ
細井雄二（秋津わたる）版の漫画『仮面ライダーZX』に登場。ショッカーの残党の科学者で、狼男に変身する。

ウルフ・デッドマン
『仮面ライダーリバイス』に登場する怪人。ショッカー幹部のオマージュで、オオカミをモチーフとしている。